# Блан-Кото
Блан-Кото (фр. Blancs-Coteaux) — муніципалітет у Франції, у регіоні Гранд-Ест, департамент Марна. Блан-Кото утворено 1 січня 2018 року шляхом злиття муніципалітетів Жіонж, Оже, Вертю i Вуапре. Адміністративним центром муніципалітету є Вертю. Населення — 3182 особи (01.01.2021).